# Yu Nakasato
Yu Nakasato (中里 優, Nakasato Yū, Fuchu, 14 juli 1994) is een Japans voetbalster die als middenvelder speelt bij Nippon TV Beleza.

## Carrière

### Clubcarrière
Nakasato begon haar carrière in 2011 bij Nippon TV Beleza. Met deze club werd zij in 2015, 2016, 2017 en 2018 kampioen van Japan.

### Interlandcarrière
Nakasato nam met het Japans nationale elftal O20 deel aan het WK onder 20 in 2012. Japan behaalde brons op het wereldkampioenschap.
Nakasato maakte op 2 juni 2016 haar debuut in het Japans vrouwenvoetbalelftal tijdens een vriendschappelijke wedstrijd tegen de Verenigde Staten. Zij nam met het Japans elftal deel aan de Aziatische Spelen 2018. Japan behaalde goud op de Aziatische Spelen. Ze heeft 20 interlands voor het Japanse elftal gespeeld.

## Statistieken
| Japans vrouwenvoetbalelftal | Japans vrouwenvoetbalelftal | Japans vrouwenvoetbalelftal |
| Jaar                        | Wed.                        | Dlp.                        |
| --------------------------- | --------------------------- | --------------------------- |
| 2016                        | 3                           | 0                           |
| 2017                        | 13                          | 0                           |
| 2018                        | 4                           | 0                           |
| Totaal                      | 20                          | 0                           |